# Неглиже
Неглиже́ (от фр. négligé «небрежное») — один из видов ночной рубашки, обычно выглядящий как длинное платье, сродни халату.

## История
По предназначению неглиже — лёгкое и удобное домашнее ночное или утреннее одеяние. Впервые неглиже появилось во Франции XVIII века, причём в это время данным словом обозначался и лёгкий удобный костюм для путешествий и прогулок, как для мужчин, так и для женщин. Термин неглиже сначала использовался для обозначения мужских халатов, а затем для обозначения женской домашней одежды, состоящей из набора одежд из тонких тканей, как правило халата и ночной рубашки, часто прозрачной. Использование термина иногда распространяется на обозначение только халата, который отличается от халата большей элегантностью, приближая его к нижнему белью, чем к домашней одежде. Как правило, для неглиже должна использоваться нежная и приятная телу ткань. Может использоваться гипюр, шелк, шифон и другие ткани. Образ женщины в неглиже обычно ассоциируется с элегантностью, утонченностью и очарованием.

## Значение в русском языке
В русском языке, согласно толковому словарю Ожегова, словом «неглиже» стала обозначаться не только утренняя, но несколько небрежная домашняя непритязательная одежда обоих полов, а также пребывание в такой одежде.